# Pirosfejű kecskepapagáj
A pirosfejű kecskepapagáj (Cyanoramphus novaezelandiae), korábban csak kecskepapagáj, a madarak osztályába, a papagájalakúak (Psittaciformes) rendjéhez, ezen belül a szakállaspapagáj-félék (Psittaculidae) családjához tartozó faj.

## Előfordulása
Új-Zélandon és a szomszédos szigetek területén honos.

## Alfajai
Korábban több alfaja volt jegyezve (Új-Kaledónia és a Csendes-óceán délkeleti részén több szigeten is), de ezek java részét egyes források már faji szinten kezelik, mint:
- Norfolki kecskepapagáj (Cyanoramphus cookii vagy C. n. cookii)
- † Macquarie-szigeti kecskepapagáj (Cyanoramphus erythrotis vagy C. n. erythrotis)
- Hochstetter-kecskepapagáj (Cyanoramphus hochstetteri vagy C. n. hochstetteri): a nála valamivel nagyobb Antipodes-kecskepapagájjal osztozik az Ellenlábas-szigeteken.
- Kaledón kecskepapagáj (Cyanoramphus saisseti vagy C. n. saisseti)
- † Lord Howe-kecskepapagáj (Cyanoramphus subflavescens vagy C. n. subflavescens)

Ma az alábbi alfajokat sorolják ide:
1. Cyanoramphus novaezelandiae novaezelandiae - Új-Zéland szigetei
2. Cyanoramphus novaezelandiae chathamensis - Chatham-szigetek
3. Cyanoramphus novaezelandiae cyanurus (Kermadec-szigeti kecskepapagáj) - Kermadec-szigetek

## Megjelenése
Testhossza 27 centiméter, alapszíne zöld, hasi  felületén világosabb és sárgásabb árnyalattal. Homloka, feje teteje, a szeme és füle között lévő, valamint a tarcsíkján elhelyezkedő folt karmazsinvörös. Szárnya 13-14 centiméter hosszú, az evezők külső  zászlói violakékek, a farka 12-15 centiméter hosszú. Írisze vörös, 1,6 centiméter hosszú csőre halvány kékesszürke, sötétszürke csúccsal, a lába szürkésbarna. A fiatalok fején a vörös folt kisebb kiterjedésű, farkuk rövidebb, íriszük halványbarna.

## Életmódja
Magvakat, gyümölcsöket, bogyókat fogyaszt. A talajon található kisebb rovarokat is megeszi.

## Szaporodása
Fészekalja 4-9 tojásból áll, melyeken 20 napig kotlik. A fiókák 35 naposan repülnek ki.

## Tartása
Kifejezetten mozgékony madár, ezért jó, ha nagy mozgásteret biztosítunk számára. Az ideális a 3,5 x 1 x 2 m méretű röpde (volier), melyben fagymentes helyen áttelel. A kalit rácsain, illetve az ugrópálcákon rendkívül gyorsan képes szaladgálni anélkül, hogy csőrével kapaszkodna. A kalit / volier alját ennél a fajnál gyakrabban kell takarítani, mivel szeret kapirgálni (mint a tyúkok), és a lehullott magvak stb. között turkálni, miáltal könnyebben fertőződhet. Csemegékkel gyorsan kezessé tehető, szelíd, barátságos papagáj válhat belőle.
Fészkeltetés: 20 x 20 x 35 cm-es méretű faodú. A párnak szüksége van a többi madár ösztönző közelségére, ezért csak kolóniában tartott madarak esetében számíthatunk sikeres tenyésztésükre. Szapora faj, általában évente kétszer is költ. Többször költeni ne hagyjuk, mert ez már nagyon megviselné a tojót. Több éven keresztül is hajlandó költeni.
Eleségük: vörösköles, fehérköles, sárgaköles, fénymag, zab, csíkos napraforgó, kevés kendermag, fürtösköles; továbbá sárgarépa, alma, gyümölcsök, fűfélék, kevés saláta, lágyeleség, időnként főtt tojás, sajt.

## Színváltozatok
Van sárga, zöld, kék, fahéj és tarka színváltozata is ennek a papagájnak.

Színváltozatok
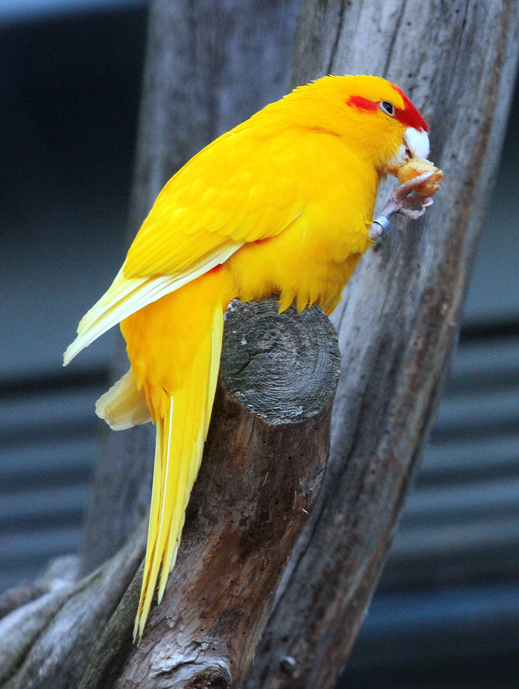
Sárga változat
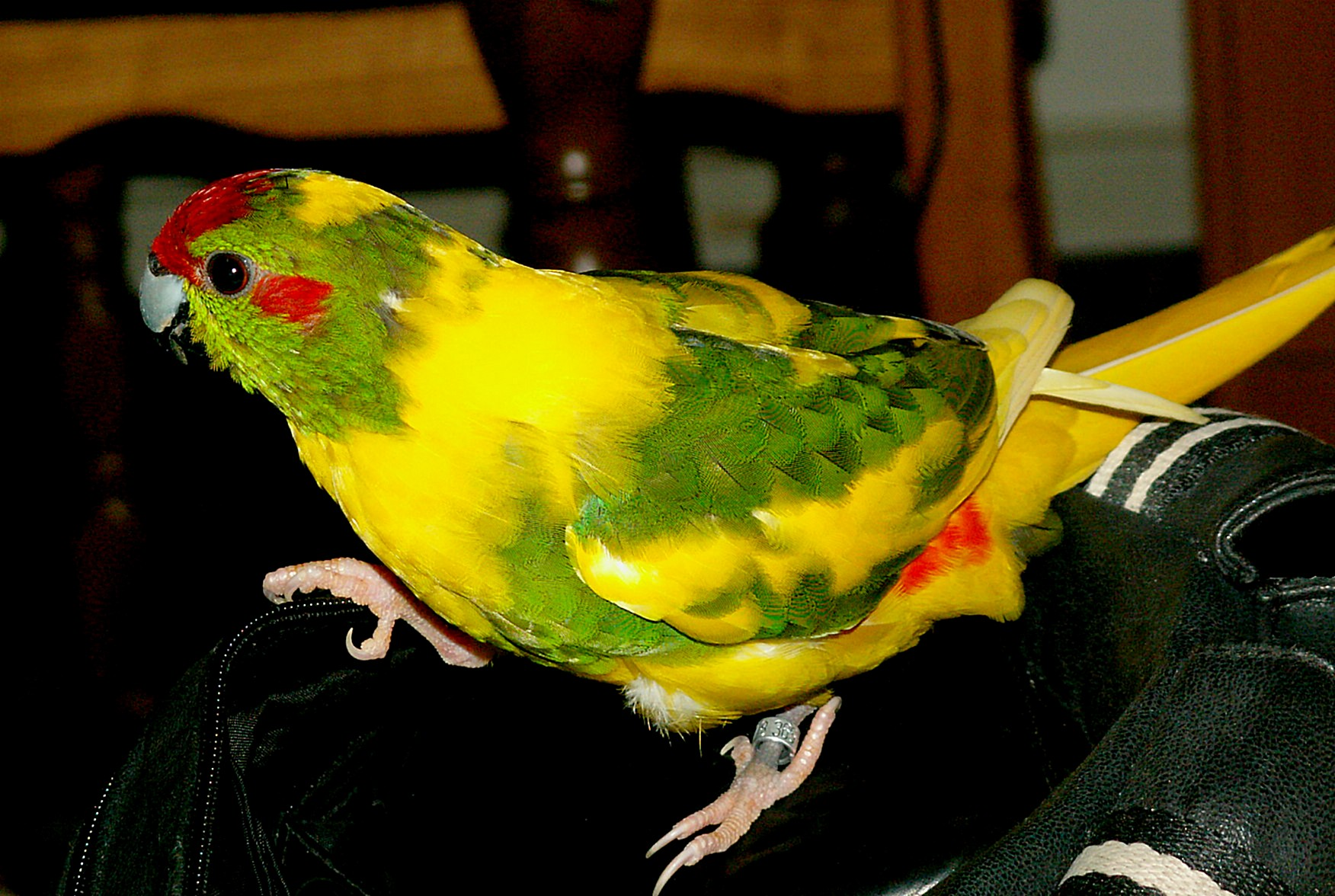
Sárga és a vad típusú zöld változat